# Arzamas

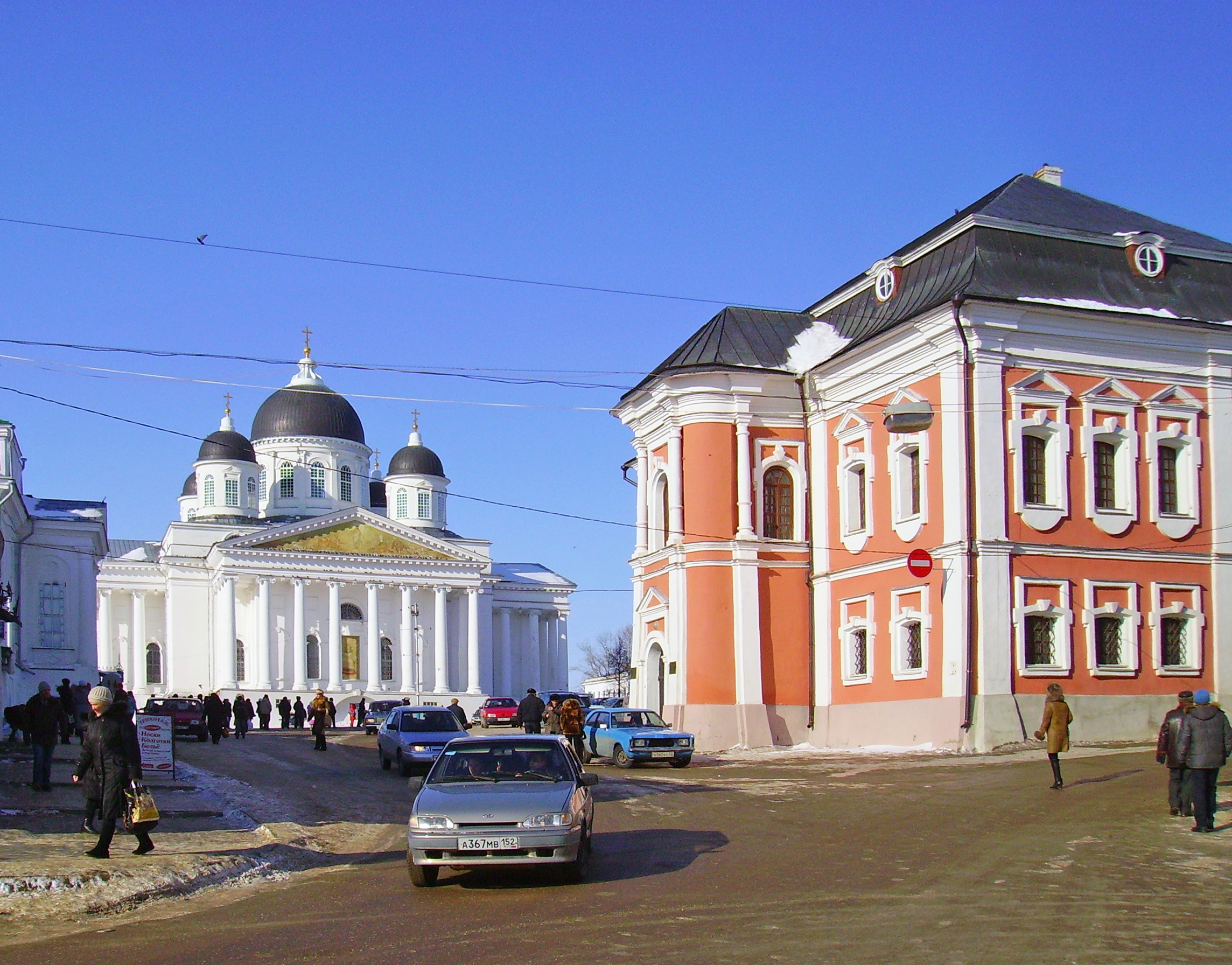

Arzamas (ru. Арзамас) este un oraș din Regiunea Nijni Novgorod, Federația Rusă și are o populație de 109.432 locuitori.
Acest oraș este cunoscut pentru catastrofa din 1988 când un tren cu chimicale a explodat la o trecere la nivel,  soldat cu 91 de morți.

## Vezi și
- Alena Arzamasskaia